# Demeter Corona
Demeter Corona est une corona, formation géologique en forme de couronne, située sur la planète Vénus par 53,9° N et 294,8° E. Elle est localisée dans le quadrangle de Metis Mons. Elle a été nommée en référence à Demeter, déesse grecque de la fertilité. 

## Géographie et géologie
Demeter Corona couvre une surface circulaire d'environ 560 km de diamètre. Cette formation fait partie des 34 coronae de plus de 500 km de diamètre sur la surface de Vénus.